# ブリタニー・カラン

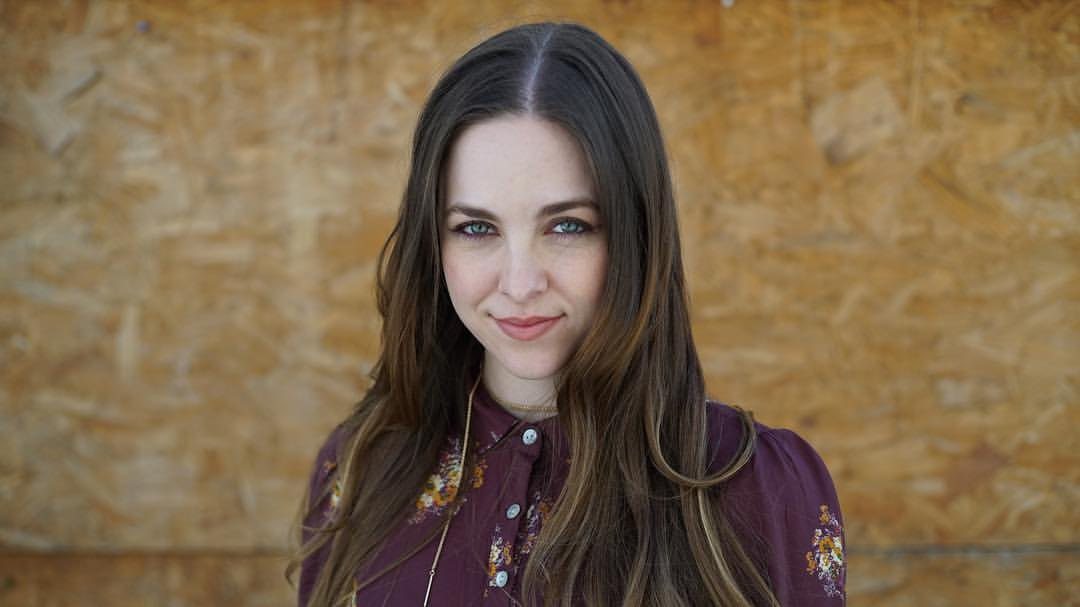
2017年10月撮影

ブリタニー・カラン(Brittany Curran, 1990年6月2日 - )は、アメリカ合衆国の女優。

## 出演

### 映画
- 13 ラブ 30 サーティン・ラブ・サーティ（2004年）　- 6ガールズ 役

- GO!フィギュア（2005年）- パメラ 役
- ドリームズ・カム・トゥルー (2006年の映画)
- フード・ボーイ／秘密のパワー（2008年）- シェルビー 役
- わんぱくバディーズ ダイヤ泥棒をやっつけろ!（2008年）- リリー 役
- キューティ・ブロンド3（2008年） - ティファニー 役
- ディア・ホワイト・ピープル（2014年、Netflix）- ソフィ・フレッチャー 役
- 戦慄病棟（2015年）- レイン 役

### ドラマ
- ドレイク&ジョシュ (2006年–2007年)  シーズン4 第5話、第8話 -カーリー 役
- ゴースト～天国からのささやき (2009年) シーズン4 第14話 - クリスティ・マークス 役
- スイート・ライフ (2007年) シーズン2 第32話、シーズン3 第5話 、第16話 - チェルシー・ブリマー 役
- スイート・ライフ オン・クルーズ (2008年) シーズン1 第9話 - チェルシー・ブリマー 役
- MOACA/も～アカンな男たち（2009年-2011年） - ルーシー・トラネル 役
- クリミナル・マインド FBI行動分析課 シーズン8 第8話（2012年-2013年） - アディソン・ジョーンズ 役
- ねじれた疑惑 シーズン1 （2013年） - フィービー・デイリー 役
- シカゴ・ファイア シーズン2（2013年-2014年） - ケイティ・ノーラン 役
- マジシャンズ シーズン3（2017年–2020年） - フェン 役

### アニメ(声の出演)
- モンスター・ハウス (2006年) - ジェニー 役 ※クレジットなし
- リトル・キャッツ 空飛ぶねこの大冒険 (2018年) - フィーメル 役